# Sibirien (Welzow)

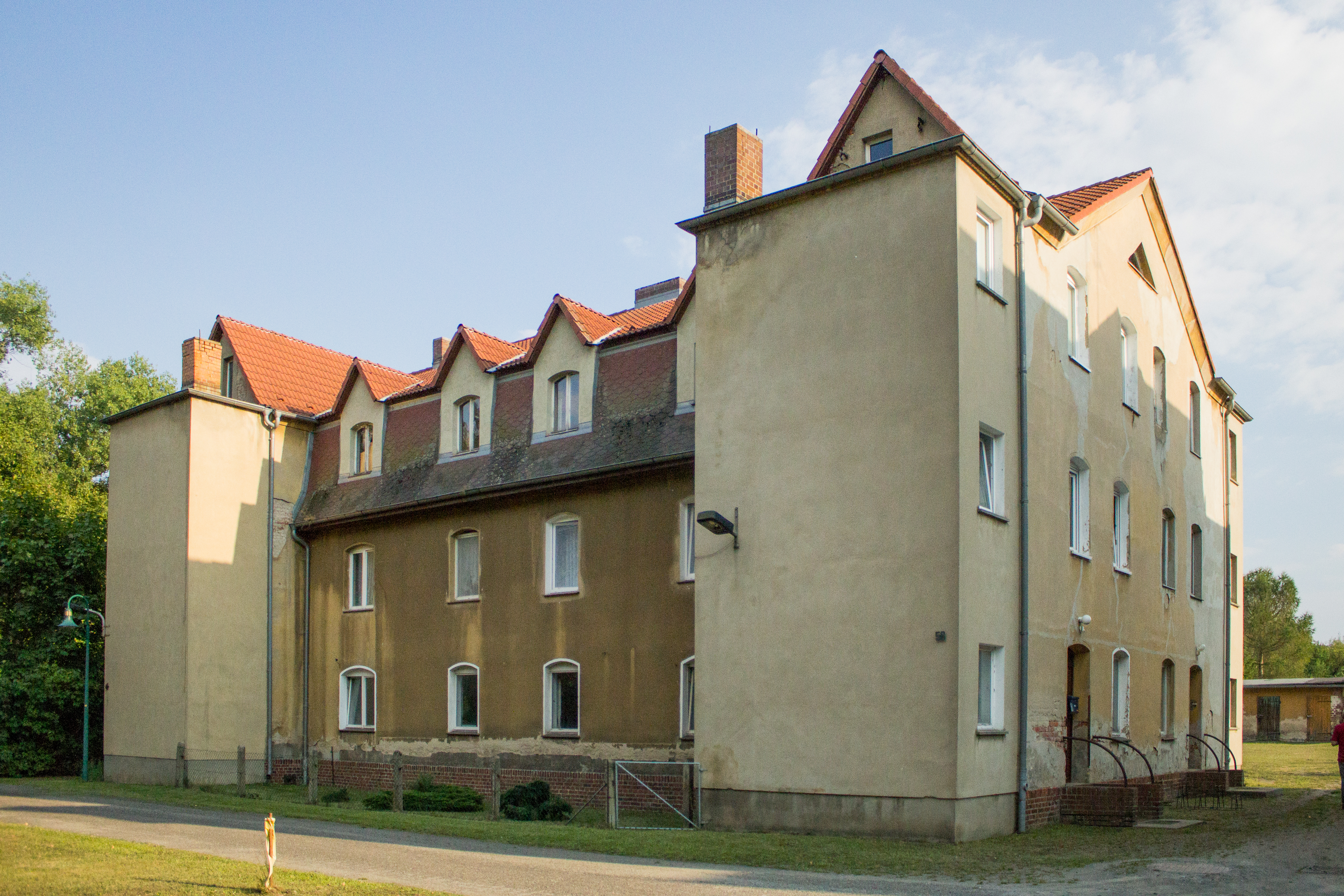
Wohngebäude in Sibirien

Sibirien, niedersorbisch Sibirska, ist ein amtlich ausgewiesener Wohnplatz der Stadt Welzow im Landkreis Spree-Neiße in Brandenburg. Die Siedlung zählt zum amtlichen Siedlungsgebiet der Sorben/Wenden, hatte allerdings geschichtlich bedingt nie sorbische Einwohner.

## Lage
Das Dorf Sibirien liegt in der Niederlausitz, unmittelbar südöstlich der Stadt Welzow, etwa 20 Kilometer nordöstlich von Senftenberg und ebenfalls 20 Kilometer westlich von Spremberg. Umliegende Ortschaften sind Karlsfeld im Südosten, Proschim im Süden und Welzow im Nordwesten. Sibirien liegt im Lausitzer Braunkohlerevier, unmittelbar östlich schließt sich der Tagebau Welzow-Süd an den Ort an.
Etwa einen Kilometer westlich von Sibirien verläuft die Landesstraße 522.

## Geschichte

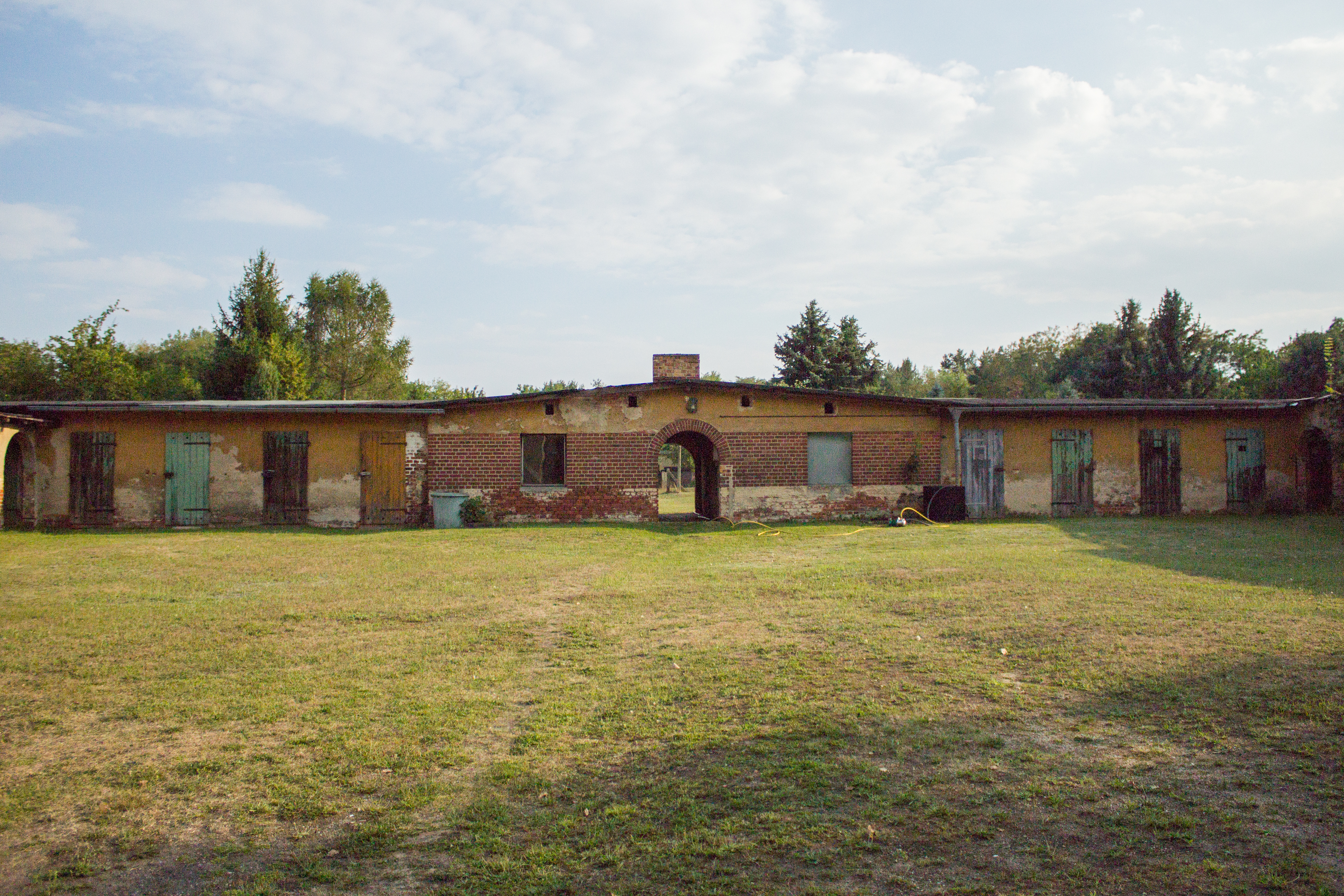
Hinterhof in Sibirien

Die aus zwei Mehrfamilienhäusern und zwei weiteren Gebäuden bestehende Wohnsiedlung wurde etwa zu Beginn des 20. Jahrhunderts errichtet, um nach dem Beginn des Braunkohlebergbaus in der Lausitz Wohnraum für die Arbeiter der umliegenden Kohlegruben und Brikettfabriken zu schaffen. Der Ortsname geht vermutlich auf eine scherzhafte Bezeichnung der Bewohner der benachbarten Stadt Welzow zurück, da das Dorf recht weit vom Welzower Stadtzentrum entfernt lag.
In den 1930er-Jahren stieg die Einwohnerzahl in Sibirien nochmals an, damals lebten etwa 20 Familien im Dorf. Zu DDR-Zeiten zogen vor allem junge Familien in das Dorf, fast alle Familien bewirtschafteten damals noch einen Garten und hielten Nutztiere. Sibirien verfügte über einen Kindergarten, den zeitweise bis zu 25 Kinder besuchten.
Nach der Wende in der DDR kam es in Sibirien zu einem Umbruch. Vor allem junge Menschen verließen wegen ihrer Arbeit den Ort und zogen nach Senftenberg, Spremberg oder Berlin. Hatte der Ort zu Beginn der 1990er-Jahre noch etwa 150 Einwohner, sank diese Zahl auf 15 Einwohner im Jahr 2013.
Am 25. Juli 1952 wurde Sibirien als Teil Welzows dem neu gebildeten Kreis Spremberg im Bezirk Cottbus zugeordnet. Nach der Wende lag Sibirien zunächst im Kreis Spremberg in Brandenburg, wo es sich am 10. September 1992 dem Amt Welzow anschloss. Nach der Kreisreform im Dezember 1993 kam Sibirien in den Landkreis Spree-Neiße. Im Oktober 2003 wurde das Amt Welzow aufgelöst und die Stadt mit ihren Ortsteilen amtsfrei.
Das Dorf Sibirien war im Bergbauplan im Zuge der Öffnung des Teilfeldes II des Tagebaus Welzow-Süd für die Devastierung vorgesehen. Die Bewohner des Dorfes sollen nach Welzow umgesiedelt werden. Ursprünglich sollte die Devastierung 2020 erfolgen, nach den Koalitionsverhandlungen nach der Landtagswahl in Brandenburg 2019 wurde die Entscheidung zur Öffnung des Teilfeldes II verschoben. Am 13. Januar 2021 legte der Tagebaubetreiber LEAG einen überarbeiteten Revierplan vor, nach dem Sibirien nicht mehr devastiert werden soll.